# Relais féminin de ski de fond aux Jeux olympiques de 2022
Navigation
Pyeongchang 2018 Cortina 2026
Le relais 4 x 5 kilomètres de ski de fond aux Jeux olympiques de 2022 a lieu le 12 février 2022.

## Médaillées
| Or                       | Argent                  | Bronze                 |
| ROC - Veronika Stepanova | Allemagne - Sofie Krehl | Suède - Jonna Sundling |

## Résultats
| Rang                                | Dossard | Athlètes                                                                             | Temps                                                                     | Retard         |
| ----------------------------------- | ------- | ------------------------------------------------------------------------------------ | ------------------------------------------------------------------------- | -------------- |
| Médaille d'or, Jeux olympiques      | 2       | ROC Yulia Stupak Natalia Nepryaeva Tatiana Sorina Veronika Stepanova                 | 53 min 41 s 0 14 min 21 s 3 14 min 06 s 4 12 min 39 s 2 12 min 34 s 1     | –              |
| Médaille d'argent, Jeux olympiques  | 5       | Allemagne Katherine Sauerbrey Katharina Hennig Victoria Carl Sofie Krehl             | 53 min 59 s 2 14 min 22 s 8 14 min 00 s 6 12 min 38 s 5 12 min 57 s 3     | + 18 s 2       |
| Médaille de bronze, Jeux olympiques | 6       | Suède Maja Dahlqvist Ebba Andersson Frida Karlsson Jonna Sundling                    | 54 min 01 s 7 14 min 41 s 1 14 min 07 s 3 12 min 48 s 5 12 min 24 s 8     | + 20 s 7       |
| 4                                   | 3       | Finlande Anne Kyllönen Johanna Matintalo Kerttu Niskanen Krista Pärmäkoski           | 54 min 02 s 2 14 min 33 s 9 14 min 15 s 0 12 min 31 s 1 12 min 42 s 2     | + 21 s 2       |
| 5                                   | 1       | Norvège Tiril Udnes Weng Therese Johaug Helene Marie Fossesholm Ragnhild Haga        | 54 min 09 s 8 14 min 48 s 4 13 min 57 s 8 12 min 30 s 4 12 min 53 s 2     | + 28 s 8       |
| 6                                   | 4       | États-Unis Hailey Swirbul Rosie Brennan Novie McCabe Jessica Diggins                 | 55 min 09 s 2 14 min 46 s 0 14 min 13 s 8 12 min 59 s 7 13 min 09 s 7     | + 1 min 28 s 2 |
| 7                                   | 7       | Suisse Laurien van der Graaff Nadine Fähndrich Nadja Kälin Alina Meier               | 56 min 41 s 5 14 min 45 s 2 14 min 12 s 9 13 min 38 s 5 14 min 04 s 9     | + 3 min 00 s 5 |
| 8                                   | 18      | Italie Anna Comarella Caterina Ganz Martina Di Centa Lucia Scardoni                  | 57 min 20 s 5 15 min 28 s 1 15 min 11 s 4 13 min 17 s 9 13 min 23 s 1     | + 3 min 39 s 5 |
| 9                                   | 9       | Canada Katherine Stewart-Jones Dahria Beatty Cendrine Browne Olivia Bouffard-Nesbitt | 57 min 20 s 9 15 min 04 s 5 15 min 01 s 6 13 min 17 s 0 13 min 57 s 8     | + 3 min 39 s 9 |
| 10                                  | 16      | Chine Chi Chunxue Li Xin Jialin Bayani Ma Qinghua                                    | 57 min 49 s 7 14 min 33 s 6 15 min 53 s 9 13 min 59 s 8 14 min 13 s 3     | + 4 min 08 s 7 |
| 11                                  | 10      | Japon Masako Ishida Masae Tsuchiya Chika Kobayashi Miki Kodama                       | 58 min 40 s 6 14 min 33 s 6 15 min 53 s 9 13 min 59 s 8 14 min 13 s 3     | + 4 min 59 s 6 |
| 12                                  | 17      | France Léna Quintin Delphine Claudel Flora Dolci Mélissa Gal                         | 59 min 03 s 9 16 min 06 s 6 15 min 23 s 8 13 min 23 s 6 14 min 09 s 9     | + 5 min 22 s 9 |
| 13                                  | 8       | République tchèque Tereza Beranová Petra Nováková Kateřina Janatová Petra Hynčicová  | 59 min 32 s 6 17 min 08 s 7 15 min 27 s 8 13 min 14 s 6 13 min 41 s 5     | + 5 min 51 s 6 |
| 14                                  | 12      | Pologne Izabela Marcisz Monika Skinder Weronika Kaleta Karolina Kukuczka             | 1 h 00 min 21 s 5 15 min 24 s 8 16 min 01 s 4 14 min 24 s 8 14 min 30 s 5 | + 6 min 40 s 5 |
| 15                                  | 11      | Kazakhstan Kseniya Shalygina Angelina Shuryga Nadezhda Stepashkina Irina Bykova      | 1 h 01 min 15 s 4 15 min 51 s 3 16 min 00 s 4 14 min 12 s 0 15 min 11 s 7 | + 7 min 34 s 4 |
| 16                                  | 14      | Estonie Kaidy Kaasiku Mariel Merlii Pulles Keidy Kaasiku Aveli Uustalu               | 1 h 01 min 18 s 9 15 min 45 s 5 15 min 38 s 9 14 min 02 s 2 15 min 52 s 3 | + 7 min 37 s 9 |
| 17                                  | 15      | Lettonie Patrīcija Eiduka Kitija Auziņa Baiba Bendika Samanta Krampe                 | 1 h 01 min 20 s 6 15 min 20 s 8 16 min 11 s 0 13 min 11 s 8 16 min 37 s 0 | + 7 min 39 s 6 |
| 18                                  | 13      | Ukraine Viktoriya Olekh Valiantsina Kaminskaya Maryna Antsybor Darya Rublova         | LAP 17 min 55 s 5 LAP                                                     |                |